# Monte Alice Gade

O monte Alice Gade  é uma montanha da Antártida coberta por gelo e que se eleva a mais de 3400 m. 
Marca o extremo nordeste do planalto Rawson nas montanhas da Rainha Maud. Foi descoberta em novembro de 1911 pelo Capitão Roald Amundsen, e designada por ele com o nome de uma das filhas do ministro norueguês para o Brasil, um forte defensor de Amundsen.